# القصر الشرقي (القاهرة)
القصر الشرقي أو القصر الكبير أنشأه جوهر الصقلي للخليفة المعز لدين الله وكان يشرف على شارع المعز من جهة ومن الجهة الأخرى يقابله القصر الغربي الصغير الذي أنشئ للعزيز بالله. أطلق عليه القصر الشرقي لموقعه في الطرف الشرقي لمدينة القاهرة القديمة وكان مجاوراً لسور المدينة الشرقي وموقعه اليوم المكان الذي يقع به مسجد الحسين وخان الخليلي ممتداً إلى المكان الذي تقع فيه مدرسة الظاهر بيبرس البندقداري وقبة الملك الصالح نجم الدين أيوب وكان للقصر تسعة أبواب سميت طبقاً للأغراض والمناسبات التي تستخدم لها وهي «باب العيد، باب الزمرد، باب قصر الشوك، باب البحر، باب الذهب، باب الزهومة، باب تربة الزعفران، باب الديلم، باب الريح».:ج1ص18:20 وكان بين هذا القصر والقصر الغربي الصغير الذي بناه لاحقاً الخليفة العزيز بالله ابن المعز لدين الله فضاء واسع كان الخليفة يستعرض فيه جنود جيشه، وعُرف هذا الميدان باسم بين القصرين.